# The South Wind
«The South Wind» (inglés: Viento del sur) es la novena pista de la versión relanzada de Yoko Ono/Plastic Ono Band de 1997, bajo la discográfica Rykodisc.
Es la pista más larga de la versión de relanzamiento del álbum, fue grabada en 1970 y se desconoce porqué fue omitida en la versión original de la placa.

## Composición
"The South Wind" es básicamente una improvisación de caso 17 minutos y consiste en la guitarra acústica de Lennon y la voz de Yoko.
Es comparable a la canción "AOS", incluida en la versión original del álbum.

## Personal
- Yoko Ono - voz
- John Lennon - guitarra acústica

## Producción
- Yoko Ono - compositora, productora
- John Lennon - productor
- Phil McDonald, John Leckie - ingenieros

- Datos: Q6145244